# Самарский трамвай
Самарский трамвай был запущен в эксплуатацию 12 (25) февраля 1915 года. Система является одной из старейших в России. Первый трамвай вёл инженер Павел Суткевич, который возглавлял группу инженеров проекта строительства Самарского трамвая (Свешников, Малкин, Джунковский, Ярв, Вознесенский, Шейндлин, Прохоров, Рохлин). На открытии присутствовали представители Городской Думы и духовенства — первый рейс освятил епископ Самарский и Ставропольский Михаил. Первый маршрут соединил трамвайное депо на Полевой улице с Алексеевской площадью (ныне — Площадь Революции).
В Самаре действует 25 трамвайных маршрутов. Перевозки осуществляются 321 вагонами, большая часть из которых чешского производства: Tatra T3SU, Tatra T6B5 и Tatra T3RF. Помимо чешских также имеется тридцать один вагон 71-405 производства ФГУП «Уралтрансмаш», двадцать вагонов модели 71-623, девять вагонов АКСМ-62103, двенадцать вагонов АКСМ-Т811, три вагона АКСМ-Т701, десять вагонов модели 71-631, три вагона модели 71-931М "Витязь-М" и девятнадцать модели вагона 71-911ЕМ. В городе работают три депо: Городское, Кировское и Северное. Трамвай является основным видом общественного транспорта Самары.
Стоимость проезда в трамваях с 1 января 2025 года составляет 40 рублей за наличный расчёт и 37 рублей при оплате банковской или транспортной картой, имеется льготный тариф для школьников 19 рублей и студентов 19,5 рублей при оплате транспортной картой.

## Хронология
- 17 (30) сентября 1908 года — Самарская городская дума сформировала комиссию по разработке вопроса о постройке электрического трамвая.
- Ранее 7 (20) мая 1911 года — Проект инженера-технолога П. А. Суткевича, представленный на конкурс в Русское техническое общество (СПб) под девизом «Лучше поздно, чем никогда», был удостоен первой премии в половинном размере из-за незначительных обозначенных комиссией недоработок, но был всё-таки самым приемлемым.
- 8 (21) октября 1912 года — Павел Антонович Суткевич приступил к исполнению обязанностей заведующего постройкой электрического трамвая г. Самары.
- Ранее 8 (21) мая 1913 года — Депутат Государственной Думы Российской империи от Самарской губернии И. С. Клюжев уведомил Самарскую городскую управу о том, что «технический проект трамвая с небольшими изменениями утверждён».
- 20 апреля (3 мая) 1914 года — на углу улиц Заводской и Саратовской (ныне улицы Венцека и Фрунзе) состоялась закладка трамвайных путей.
- 11 (24) ноября 1914 года — в Самару по железной дороге из г. Коломны был доставлен пробный вагон электрического трамвая.
- 13 (26) ноября 1914 года — состоялась первая пробная поездка вагона электрического трамвая; трамваем управлял П. А. Суткевич.
- 12 (25) февраля 1915 года — запуск трамвая, открытие Городского трамвайного депо.
- В конце 1941 года — начале 1942 года были сданы в эксплуатацию трамвайные пути протяжённостью 8,7 км, соединявшие Куйбышев с Безымянкой, закончено строительство Чёрновского шоссе длиной 10,6 км (ныне улица Гагарина).[8]
- В конце 1941 года[9] официально открыто движение трамваев (маршрут № 3) от улицы Полевой до 4-го района Управления особого строительства (район современной площади Кирова). От конечной остановки трамвая до авиационных заводов (около 5,5 километра) работники шли пешком.
- В июле 1943 года завершено строительство новой трамвайной линии внутри Безымянки — от кольца 3-го маршрута по Кировскому и Заводскому шоссе до промплощадки завода № 18 (современная остановка «Юнгородок»).
- С мая 1944 года недостроенное Кировское трамвайное депо на улице Промышленной (ныне улица Физкультурная) стало использоваться для ремонта и обслуживания вагонов, работающих на Безымянском направлении (маршруты № 3 и № 8). Кировское депо находилось на балансе Наркомата авиационной промышленности, в 1948 году оно передано на баланс Куйбышевского трамвайно-троллейбусного управления.
- К 16 ноября 1951 года Кировское депо было достроено и полностью введено в эксплуатацию.[10]
- 1963 год — начало поставок чешских вагонов Tatra T3.
- 1967 год — В КТТУ поступил первый шестиосный сочленённый вагон Tatra K2SU вместимостью 160 человек. Всего за 1967—1969 гг. поступило 30 таких вагонов
- 1969 год — открытие первой очереди Северного трамвайного депо в 10-м микрорайоне для обслуживания новых жилых районов к северу от центра города.
- 1970 год — Кировское депо получило для испытаний первые 5 вагонов КТМ-5М «Урал» производства УКВЗ. Впервые в Советском Союзе началась эксплуатация поездов из двух вагонов КТМ-5М по системе многих единиц с одним пантографом.
- 1972 год — В Кировское депо поступили первые вагоны КТМ-5М3 (71-605), несколько отличавшиеся от «Уралов» КТМ-5М (прежде всего гофрированной металлической обшивкой кузова вместо пластиковой). Всего за год прибыло 20 таких вагонов. Все они также были сцеплены в поезда.
- 1973 год — В Северном депо на маршруте № 20 началась эксплуатация первого поезда из трех вагонов Т-3 по системе многих единиц с двумя пантографами (на первом и втором вагонах).
- 1974 год — В Куйбышев прибыли последние вагоны КТМ-5М3. Всего за 1970—1974 гг. поступило 85 единиц КТМ-5М «Урал» и КТМ-5М3.

### Расцвет системы
Расцвет трамвайного движения в Самаре пришёлся на начало 1980-х годов. В то время ещё не была построена линия от Оврага Подпольщиков по ул. Врубеля, Гаражной, Антонова-Овсеенко, Ставропольской до ул. XXII партсъезда, зато исправно функционировала линия от ул. Клинической по ул. Пролетарской, Гагарина, Победы до проспекта Кирова с ответвлениями по ул. Тухачевского до ул. Киевской, по ул. Энтузиастов до ул. Аэродромной.

#### Маршрутная сеть того времени
- № 1 курсировал от Хлебной площади до автостанции «Аврора» по улицам Крупской, Фрунзе, Венцека, Галактионовской, Красноармейской, Урицкого, Пензенской, Дачной, Тухачевского, Гагарина, Энтузиастов, Аэродромной;
- № 2 — от ул. Чапаевской по ул. Венцека (обратно по Пионерской), Фрунзе, Красноармейской, Галактионовской, Полевой, Ново-Садовой до Оврага подпольщиков (в часы пик);
- № 3 — от Хлебной пл. до Юнгородка по ул. Крупской, Фрунзе, Красноармейской, Арцыбушевской, Полевой, Мичурина, Клинической, Пролетарской, Гагарина, Победы, проспекту Кирова, Заводскому шоссе;
- № 4 — от автостанции «Аврора» до Оврага подпольщиков по ул. Аэродромной, Партизанской, Тухачевского, Дачной, Пензенской, Урицкого, Красноармейской, Арцыбушевской, Полевой, Ново-Садовой;
- № 5, 8, 9 — так же, как ныне;
- № 6 — от автостанции «Аврора» до БТЭЦ по улицам Аэродромной, Промышленности, Гагарина, XXII партсъезда, Заводскому шоссе, проспекту Кирова (в часы пик);
- № 10 — от БТЭЦ по полукольцу: просп. Кирова, Заводскому шоссе, ул. Победы, проспекту Кирова до БТЭЦ (в часы пик);
- № 11 — по полукольцу навстречу № 10;
- № 12 — от автостанции «Аврора» до Юнгородка по ул. Аэродромной, Промышленности, Гагарина, XXII партсъезда, Заводскому шоссе (в часы пик);
- № 13 — от завода им. Ленина до ул. Красноармейской по полукольцу: ул. Алма-Атинской, Олимпийской, Победы, Гагарина, Пролетарской, Клинической, Мичурина, Полевой, Галактионовской, Красноармейской, Урицкого, Пензенской, Дачной, Тухачевского, Гагарина;
- № 14 — от Юнгородка до ул. XXII партсъезда по полукольцу в часы пик утром: по Заводскому шоссе, ул. XXII партсъезда, Победы, просп. Кирова, Заводскому шоссе; вечером — наоборот, по внешнему полукольцу;
- № 15 — от БТЭЦ до ул. Красноармейской по полукольцу: просп. Кирова, Заводскому шоссе, ул. XXII партсъезда, Победы, Гагарина, Тухачевского, Дачной, Пензенской, Урицкого, Красноармейской, Галактионовской, Полевой, Мичурина, Клинической, Пролетарской, Гагарина;
- № 16 — от ул. Чапаевской до ул. Энтузиастов по кольцу: ул. Венцека, Фрунзе, Красноармейской, Урицкого, Пензенской, Дачной, Тухачевского, Партизанской, Аэродромной, Энтузиастов, Гагарина, Пролетарской, Клинической, Мичурина, Полевой, Арцыбушевской, Красноармейской, Фрунзе, Пионерской;
- № 17 — от ул. Чапаевской до Юнгородка по ул. Венцека, Галактионовской, Красноармейской, Урицкого, Пензенской, Дачной, Тухачевского, Партизанской, Аэродромной, Промышленности, Гагарина, XX партсъезда, Победы, проспекту Кирова, Заводскому шоссе;
- № 18 — от ул. Чапаевской до ул. Энтузиастов по кольцу: ул. Венцека, Фрунзе, Красноармейской, Арцыбушевской, Полевой, Мичурина, Клинической, Пролетарской, Гагарина, Энтузиастов, Аэродромной, Партизанской, Тухачевского, Дачной, Пензенской, Урицкого, Красноармейской, Фрунзе, Пионерской;
- № 19 — по рабочим дням так же, как ныне; по выходным — от Поляны им. Фрунзе по ул. Ново-Садовой, Нововокзальной, Ставропольской, XXII партсъезда, Победы, Олимпийской, Алма-Aтинской до завода им. Ленина;
- № 20, 22, 25 — так же, как ныне;
- № 21 — от 15 микрорайона до БТЭЦ по ул. Ташкентской, Советской, Ставропольской, XXII партсъезда, Заводскому шоссе, проспекту Кирова (в часы пик);
- № 23 — от Клинической больницы до Костромского пер. по ул. Гагарина, Победы, Литвинова, Псковской;
- № 24 — от Завода Имени А. М. Тарасова до Костромского пер. по ул. Демократической, Ташкентской, Советской, Победы, Литвинова, Псковской;
- «без номера» — от 10 микрорайона до 15 микрорайона по ул. Фадеева, Ново-Вокзальной, Ново-Садовой, Демократической, Ташкентской; по рабочим дням заезжал по улице Ново-Садовой к заводу им. Тарасова при движении в оба направления.

- 1988 год — начало поставок вагонов Tatra T6B5.
- 1991 год — Куйбышевское ТТУ переименовано в Самарское муниципальное предприятие «Трамвайно-троллейбусное управление» (сокращённо МП «ТТУ»).
- 1999 год — поставка двух вагонов Tatra T3RF, построенных специально для Самары.
- 2001—2003 год — поставка трёх вагонов «СПЕКТР-1».
- 2008 год — поставка десяти вагонов 71-405.
- 2009 год — контракт на поставку 33 вагонов 71-405. По состоянию на сентябрь 2009 года поставлены 33 из них.
- Сентябрь 2013 года — на маршруты вышли 9 новых трамваев модели АКСМ-62103.
- Август-октябрь 2017 года — на маршруты вышло 10 новых трехсекционных сочленённых трамваев 71-631.
- 10 января 2022 года — в связи со строительством станции метро «Театральная» прекращено движение трамваев по ул. Галактионовской (от Полевой до Красноармейской), маршруты № 5, 15, 20, 20к, 22 изменены[11].

Карта Самарского трамвая (2022-04)

- 21 декабря 2022 года — Выкупная цена 12 односекционных низкопольных трамваев производства БКМ (Белкоммунмаш, Беларусь), модель Т-811, оборудованных кондиционерами, системой бортовой навигационной связи, USB разъёмами и видеонаблюдением (по 8 камер на трамвай) — 831 млн рублей. Подвижной состав МП «ТТУ» приобретает в лизинг у АО «Сбербанк Лизинг». Общие затраты за 7 лет составят 1,1 млрд (1 118 336 208,59) руб.

Как указано в документах закупки, на основании полученных коммерческих предложений потенциальных исполнителей принято решение принять начальную (максимальную) цену договора как минимальную из предложенных. Лизинговые платежи начнутся со второго полугодия 2023 года. Трамваи должны быть поставлены в город до 1 июля 2023 года.
Максимальная пассажировместимость закупаемых машин — 150 человек. Мест для сидения — 35. Дверей — 4.
В настоящее время парк ТТУ характеризуется высоким средним возрастом подвижного состава, говорится в технико-экономическом обосновании на заключение договора лизинга: средний возраст трамваев к 5 декабря 2022 года составляет 35,33 года. Приобретение новых 12 машин приведёт к снижению этого показателя до 34 лет в 2023 году.
Новые трамваи для Самары приобрели в лизинг, и договор рассчитан на семь лет. Известно, что покупка обойдётся в 1,1 миллиарда рублей. Вагоны собирали на заводе «Белкоммунмаш» в Белоруссии.
- 2024 год — До конца 2024 года планируется приобрести 3 новых трамвая в лизинг. Скорее всего это будет современная трехсекционная модель «Витязь» производства «Трансмашхолдинг», сообщил редакции tvsamara.ru источник в администрации областного центра.

Также стало известно, что в период с 2025 по 2027 год намерены закупить ещё 30 новых трамваев. Но этот вопрос пока находится на стадии планирования. Сейчас прорабатывается финансирование сделки.
ТТУ Самары получит увеличенное финансирование. Муниципальное предприятие ждёт транш в сумме 2 миллиарда рублей. На что пойдут средства и как это отразится на комфорте пассажиров, рассказали городские власти.
- 10 июня 2024 год — В Самаре запустят 4 новых автобусных маршрута и продлят трамвайные пути. Об этом ГТРК «Самара» сообщил источник, близкий к реализации проекта по строительству межвузовского кампуса[13].

В Самаре в лизинг приобретены три новых трехсекционных трамвая модели «Витязь М». Информация об этом размещена на сайте госзакупок.
Согласно данным из открытого источника, контракт о финансовой аренде трех единиц трехсекционных *шестиосных трамвайных вагонов одностороннего движения 71 — 931М «Витязь М» заключило МП «Трамвайно-троллейбусное управление». Общая стоимость сделки составила 709,8 миллионов рублей. Документы были подписаны 10 июня 2024 года.
Новые трамваи должны прибыть в Самару до 31 января 2025 года. Помимо этой сделки по обновлению парка транспорта, в период с 2025 по 2027 год намерены закупить ещё 30 новых трамваев. Но этот вопрос пока находится на стадии планирования.
В понедельник, 10 июня, на оперативном заседании Правительства Самарской области врио губернатора Вячеслав Федорищев поручил министру транспорта региона подготовить масштабную программу по обновлению транспорта.
- В Самару в 2025 году приедет еще один «воин». В город привезут «Витязя» — низкопольный трехсекционный трамвай. В Твери уже начали собирать вагоны для столицы 63-го региона. Об этом в своем телеграм-канале сообщила компания «ПК Транспортные системы».

«На Тверском механическом заводе электротранспорта начали сборку трамваев “Витязь-М” для Самары. Поставка в город — до 31 января 2025 года. Скоро начнем производство целого прайда “Львят”, — говорится в сообщении.
Планируется, что в Самару поставят три трехксекционных трамвая «Витязь-М» и 71 вагон «Львенок».
Напомним, ранее компания «Транспортные системы» изготовила для Самары троллейбусы «Адмирал». Сейчас они ходят по маршруту № 4. Также в начале зимы в город поступил электробус «Генерал». Его в течение двух месяцев тестировали на маршруте № 108.
20 января 2025 года на линию вышли новые трамваи 71-931М "Витязь-М". Они пошли по 22 маршруту
31 января 2025 года в Городское трамвайное депо поступили первые два вагона модели 71-911ЕМ "Львёнок".

## Маршруты
| №   | Конечные                                    | Дополнительно             |
| --- | ------------------------------------------- | ------------------------- |
| 1   | ул. Чапаевская — Автостанция «Аврора»       |                           |
| 2   | Юнгородок — Постников овраг                 | по будням в часы пик      |
| 3   | Юнгородок — ул. Чапаевская                  |                           |
| 4   | Мичурина → Постников овраг                  | кольцевой, против часовой |
| 5   | ул. Чапаевская — Барбошина поляна           |                           |
| 7   | Самара-Арена — Метро Победа                 | по будням                 |
| 8   | Стадион Металлург — Безымянская ТЭЦ         |                           |
| 9   | Стадион Металлург — Костромской переулок    | по будням                 |
| 10  | Юнгородок — Костромской переулок            |                           |
| 11  | Самара-Арена — Автостанция «Аврора»         | по выходным               |
| 12  | Самара-Арена — Юнгородок                    | по выходным               |
| 13  | Костромской переулок — Постников овраг      |                           |
| 15  | Тухачевского — ТЦ Аквариум — ул. Чапаевская | по будням в часы пик      |
| 16  | Тухачевского — ул. Чапаевская               | в часы пик                |
| 18  | Автостанция Аврора — Постников овраг        |                           |
| 19  | Северное трамвайное депо — Юнгородок        | по будням                 |
| 20  | Северное трамвайное депо — ул. Чапаевская   |                           |
| 21  | Барбошина поляна — ул. Кабельная            | по будням                 |
| 22  | 15-й микрорайон — ул. Чапаевская            |                           |
| 23  | Мичурина ← Постников овраг                  | кольцевой, по часовой     |
| 24  | Завод им. Тарасова — Костромской переулок   |                           |
| 24к | Костромской переулок — 15-й микрорайон      | по будням в часы пик      |
| 25  | Барбошина поляна — Безымянская ТЭЦ          |                           |

## Подвижной состав
В Самаре имеется 321 пассажирских вагонов. Из них 142 вагона производства чешского завода «ЧКД Татра-Смихов», 31 вагон производства российского ФГУП «Уралтрансмаш», 9 производства белорусского завода «Белкоммунмаш» модели АКСМ-62103, 12 производства белорусского завода «Белкоммунмаш» модели АКСМ-Т811, 3 производства белорусского завода «Белкоммунмаш» модели АКСМ-Т701, 21 производства «УКВЗ» модели 71-623, 10 производства «УКВЗ» модели 71-631, 3 производства «ПКТС» модели 71-931М "Витязь-М", 19 производства «ПКТС» модели 71-911ЕМ. Около 60 % вагонов работают в двухвагонных трамвайных поездах по системе многих единиц (СМЕ). В Городском и Северном депо налажен капитальный ремонт вагонов.

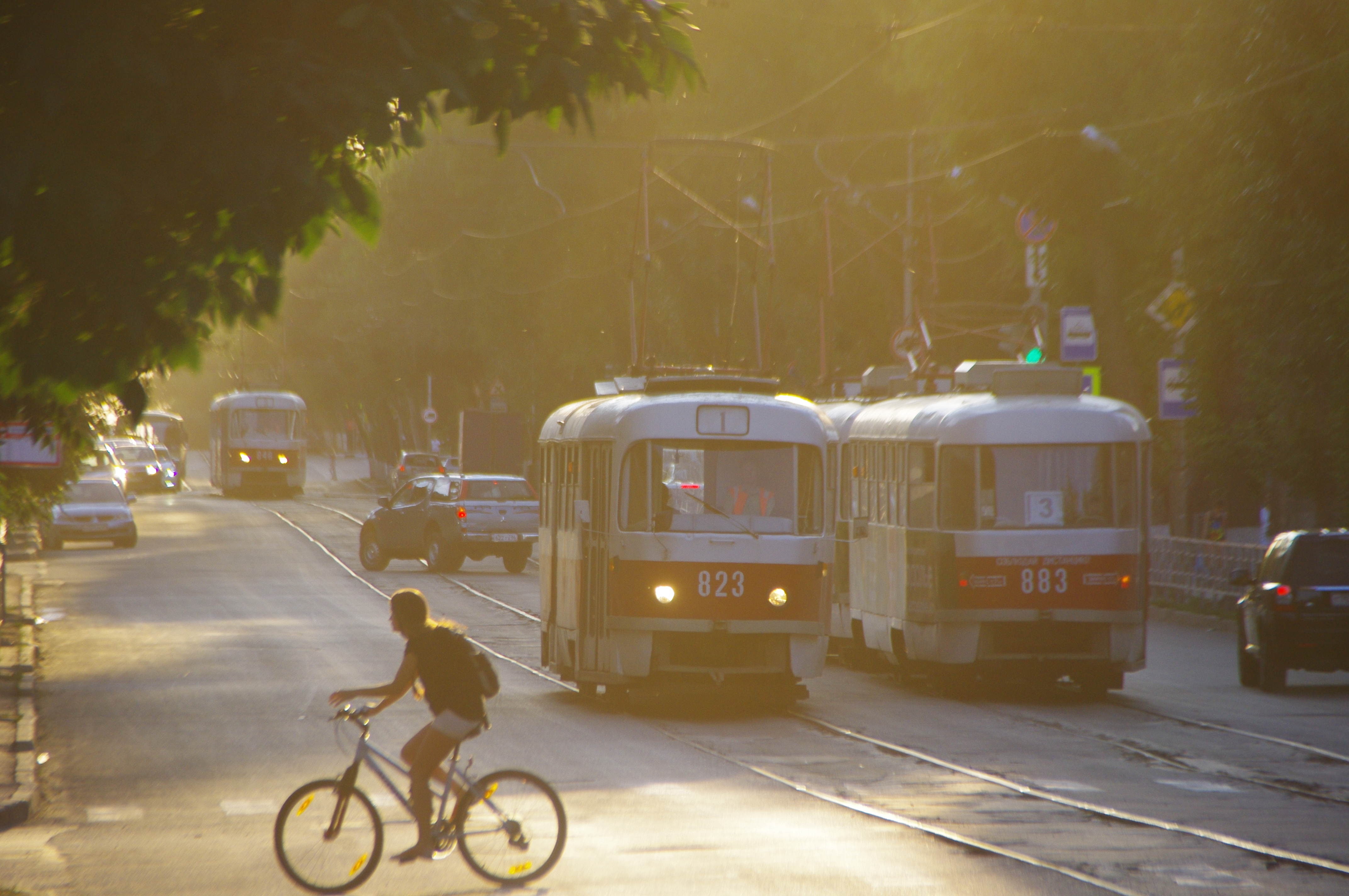
Трамваи Tatra T3 в центре Самары (2013)

В августе 2018 года по данным департамент транспорта на линии эксплуатировалось 173 трамвая.
С 5 июня 2015 года по 30 марта 2016 года в Самаре работал на испытаниях трамвай производства белорусского завода «Белкоммунмаш» модели Stadler 85300М, а в декабре того же года прибыл трамвай производства «УКВЗ» модели 71-633 срок испытаний данного вагона проводится в течение 180 дней.
В прошлом в Самаре эксплуатировались вагоны следующих моделей: Х, КМ, МС, ХК (куйбышевская модификация вагонов Х, изготовленная в ВРМ ГТД), КТМ-1, КТМ-2, КТМ-5, Tatra T2, Tatra K2.

## Трамвайные депо
- Городское трамвайное депо

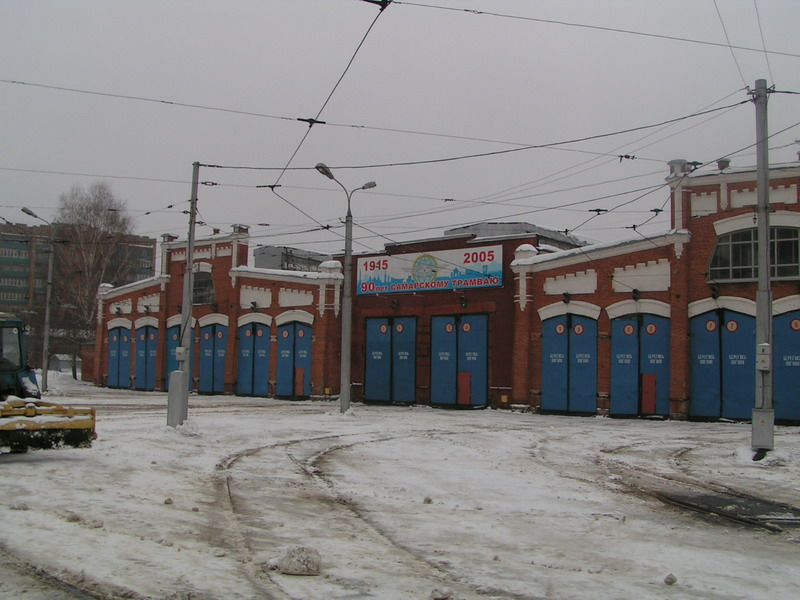
Городское трамвайное депо

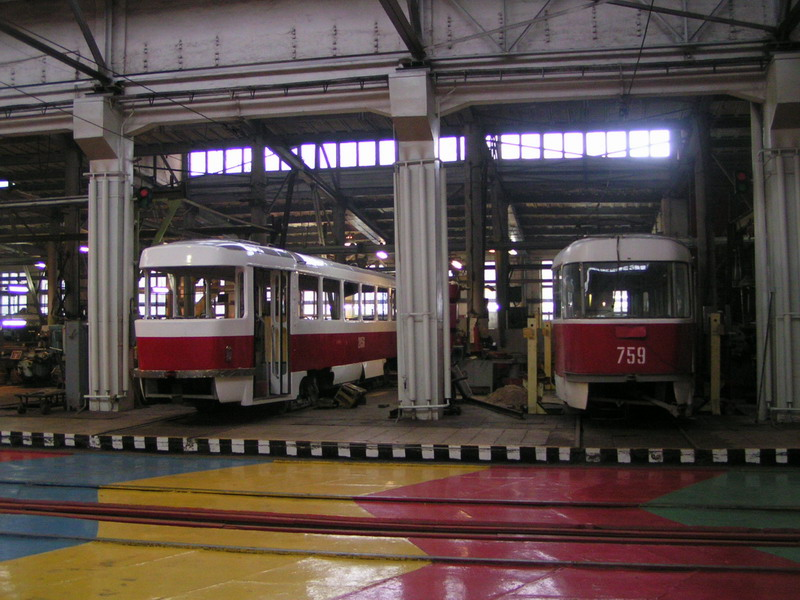
Вагоноремонтные мастерские

Введено в эксплуатацию в 1915 году. Расширено в 1965 году.

Обслуживает трамвайные маршруты: 1, 3, 4, 5, 13, 15, 16, 18, 22.

Подвижной состав: 71-911ЕМ, Tatra T3SU, 71-623, АКСМ-62103, 71-631, 71-931М.

Нумерация вагонов — трёхзначная, вида 5хх, 7хх, 8хх и 9хх (с 2009), служебные вагоны также имеют нумерацию 6хх и двузначную нумерацию вида 0х, 1х, 2х (исключение — вагон 112, памятник, собранный в 1985 году — копия вагона 1925 года — выставлен на территории депо как экспонат, вместе с вагоном 12).

Адрес: 443030, г. Самара, Коммунистическая ул., 8

В депо действуют вагоноремонтные мастерские. 
25 февраля 2025 года в депо пройдет выставка подвижного состава в 110-ю годовщину открытия трамвая в Самаре, 1915. 
- Кировское трамвайное депо

Введено в эксплуатацию в 1942—1951 годах. Расширено в 1964 году.

Обслуживает трамвайные маршруты: 2, 3, 4, 8, 9, 10, 11, 13, 19, 21, 24к, 25.

Подвижной состав: Tatra T3SU, Tatra T3E, 71-417 (планируется).

Нумерация вагонов — четырёхзначная, вида 20хх, 21хх, 22хх (с 28 января 2010), также ранее в депо были служебные вагоны № 674, 704, 717, 798, 1044, 2202, в настоящее время вагонам присвоены номера списанных ранее вагонов: 674—2006, 704—2007, 717—2004, 798—2005, 1044—2001, 2202—2003).

Адрес: 443083, г. Самара, Физкультурная ул., 1Б
- Северное трамвайное депо (До 1970 года — Трамвайное депо № 3, филиал ГТД)

Введено в эксплуатацию в 1969—1972 годах.

Обслуживает трамвайные маршруты: 7, 11, 12, 19, 20, 20к, 22, 23, 24.

Подвижной состав: Tatra T3SU, Tatra T6B5, Tatra T3RF, 71-405, АКСМ-Т701, АКСМ-Т811.

Нумерация вагонов — четырёхзначная, вида 10хх, 11хх, 12хх.

Адрес: 443081, г. Самара, ул. Фадеева, 51

В депо действует цех капитального ремонта вагонов.

## Оплата проезда
Стоимость проезда в трамваях с 1 января 2025 года составляет:

40 рублей — при оплате наличными,
37 рублей- банковской картой, «Единой транспортной картой» или при оплате с помощью СБП, 19 рублей — при оплате «Картой школьника»,
19,5 рублей — «Картой студента».
- Во всех случаях оплаты кондуктор должен выдать пассажиру чек, в котором указаны: номер маршрута, дата и время поездки, стоимость проезда, а также остаток средств на карте (при оплате Транспортной картой).
- В некоторых вагонах оплата безналичным способом производится также с помощью валидаторов, установленных на поручнях, которые во всех случаях также выдают пассажиру чек с указанием всех необходимых реквизитов. Наличными же можно заплатить у кондуктора или водителя, который также выполняет роль консультанта в случае возникновения вопросов по оплате.

## Перспективы развития
Новую трамвайную ветку до стадиона «Самара Арена» хотят продлить до жилого комплекса «Новая Самара» и микрорайона Крутые Ключи. В настоящее время разрабатывается соответствующий проект. Предполагается, что деньги на продление трамвайной линии выделят из федерального бюджета.
Также в планах городских властей — сделать после мундиаля на разворотном кольце у стадиона транспортно-пересадочный узел. В частности, до него хотят пустить автобусы, чтобы жители Красноглинского района смогли бы пересесть там на трамваи, которые будут следовать в центр города.
В 2022 году планируется строительство левого поворота трамвайных путей с улицы Ново-Вокзальной на улицу Ставропольскую. Это позволит запустить новые трамвайные маршруты.